# BAfEP Kärnten

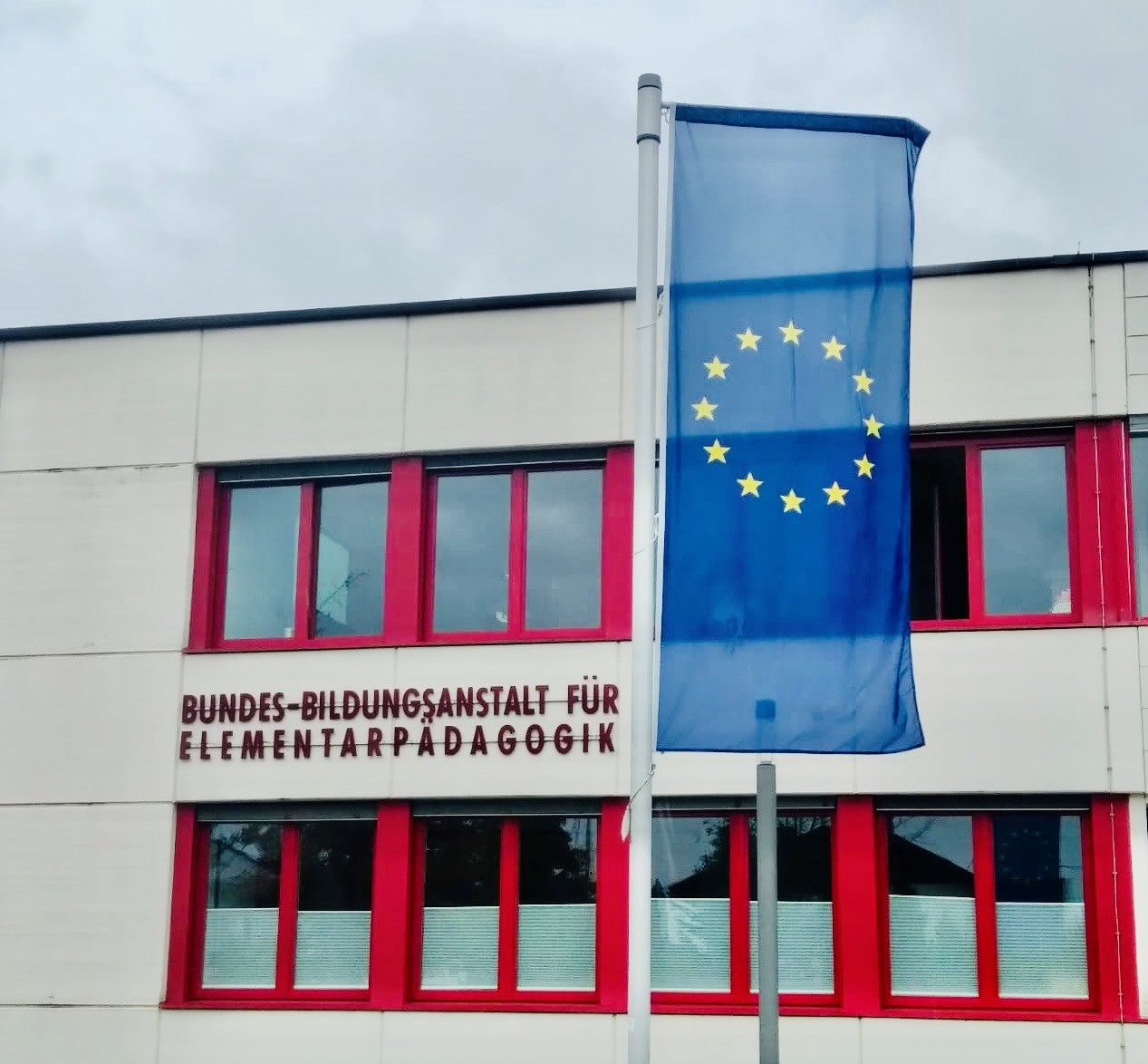
BAfEP Kärnten

Die BAfEP Kärnten (oder Bundes-Bildungsanstalt und Kolleg für Elementarpädagogik Kärnten) ist eine seit 1949 bestehende Berufsbildende Höhere Schule in der Kärntner Landeshauptstadt Klagenfurt am Wörthersee.

## Geschichte
Zum Ende der 1940er Jahre wurde in Kärnten die Notwendigkeit einer spezialisierten Ausbildungsform für Frauen, die in Kindergärten arbeiten wollten, erkannt.
Von 1947 bis 1949 fanden zunächst drei Umschulungskurse für Absolventinnen des Seminars der Nationalsozialistischen Volkswohlfahrt(NSV) an der BundesLehrerbildungsanstalt (LBA) in Klagenfurt statt. Die Kurse endeten mit Ablegung einer Privatistenbefähigungsprüfung für Kindergärtnerinnen.
Am 24. Juli 1948 wurde vom damaligen Leiter der Lehrerbildungsanstalt, Raimund Pflegerl, und der von der Landesregierung eingesetzten Kindergartenreferentin Paula Heidegger beim Landesschulrat für Kärnten der Antrag zur „Errichtung einer zweijährigen Bildungsanstalt für Kindergärtnerinnen mit alternierendem Charakter und eines Übungskindergartens an der Bundeslehrerinnenbildungsanstalt in Klagenfurt“ eingebracht. Schon im Schuljahr 1949/50 startete der 1. Jahrgang der „Bundesbildungsanstalt für Kindergärtnerinnen und Hortnerinnen in Klagenfurt“ mit 24 Schülerinnen.

„In der Erkenntnis, daß die Forderung nach einem Höchstmaß an Charakter, Bildung und Wissen für eine Kindergärtnerin unumgänglich notwendig erscheint, sind die Lehrkräfte der Anstalt bestrebt, den angehenden Kindergärtnerinnen jene Fachausbildung zu vermitteln, die sie fähig macht, in ihrem späteren Berufsleben für Volk und Vaterland fruchtbare Arbeit zu leisten[…]“

Untergebracht war die Bildungsanstalt zu Beginn noch im Haus der Lehrer- und Lehrerinnenbildungsanstalt in der Bahnhofstraße 36 unter R. Pflegerl.
Zu Beginn des Schuljahres 1950/51 übernahm die Kindergartenpädagogin Hilde Trampitsch (später Hilde Wurst) die Leitung des Übungskindergartens.
1951 folgte Erhard Seiwald als neuer Direktor in Personalunion als Direktor der Bildungsanstalt für Kindergärtnerinnen und der Lehrer- und Lehrerinnenbildungsanstalt.
im Juli 1951 legen alle 24 Absolventinnen des ersten Ausbildungslaufes die Befähigungsprüfung an der Bundesbildungsanstalt für Kindergärtnerinnen und Hortnerinnen ab.
1954/55 wurde die Ausbildung auf 3 Jahre verlängert. Das Schulorganisationsgesetz 1962 leitete den Abnabelungsprozess der Bildungsanstalt für Kindergärtnerinnen von der Lehrer- und Lehrerinnenbildungsanstalt ein. Die Ausbildungsdauer wurde auf 4 Jahre verlängert, die Aufnahme der Schülerinnen und Schüler an den erfolgreichen Abschluss der 8. Schulstufe gebunden.
Im Jahr 1968 übersiedelte die Schule in das Bundes-Realgymnasium für Mädchen in der Jergitschstraße, der zweigruppige Übungskindergarten in die Tarviserstraße. In diesem Jahr übernahm auch Harald Haselbach die Direktion. Ihm folgten 1971 Erwin Steinböck und 1972 Anna Hedwig Hartmann.
Im September 1974 kam es  unter ihrer Leitung mit sieben Klassen zur Übersiedelung an den heutigen Standort ins Schulzentrum Waidmannsdorf, Hubertusstraße 1. Es wurden vier neue Übungskindergartengruppen eröffnet. Drei Übungskindergartengruppen verblieben in der Tarviserstraße 28.
Ab dem Schuljahr 1977/78 wurden Lehrgänge mit eigenem Lehrplan zur Ausbildung zur Sonderkindergartenpädagogin angeboten, um den Pädagoginnen und Pädagogen den Erwerb von zusätzlichen Kompetenzen für den Umgang mit Kindern mit besonderen Bedürfnissen zu ermöglichen.
1978 fand die erste Befähigungsprüfung eines Lehrgangs zur Ausbildung von Kindergärtnerinnen zu Sonderkindergärtnerinnen statt. Als Schulversuch wurde die Ausbildung fortan mit drei Semestern geführt. Hilde WURST wurde zur Abteilungsvorständin ernannt.
Im Schuljahr 1980/81 begannen erstmals zwei männliche Schüler die Ausbildung an der Bundesbildungsanstalt.
Durch die 7. Schulorganisationsnovelle 1982 wurde die Schule ab 1985 unter der Bezeichnung „Bildungsanstalt für Kindergartenpädagogik“ (BAKIPÄD) als Höhere Schule mit fünfjähriger Ausbildungszeit geführt, die bis heute mit einer Reife und Befähigungs- (bzw. heute Diplom-)prüfung abgeschlossen wird. Die letzte Befähigungsprüfung nach alter Schulform wurde im Schuljahr 1987/88 abgenommen.
1985 erfolgte auch die Übernahme des Lehrganges zur Ausbildung von Kindergärtnerinnen zu Sonderkindergärtnerinnen ins Regelschulsystem.
1988 wurde Christl Turnowsky mit der Funktion der Abteilungsvorständin provisorisch betraut. Ihre definitive Ernennung erfolgte 1989. Im selben Jahr erscheint eine Festschrift zum 40 Jahr-Jubiläum des Bestands der Schule.
Die erste Reife- und Befähigungsprüfung fand 1990 statt. Ebenfalls 1990 beginnt der erste viersemestrige Lehrgang zur Ausbildung von Kindergärtnerinnen zu Sonderkindergärtnerinnen mit besonderer Berücksichtigung der Frühförderung. 1991 wurde er erstmals berufsbegleitend fünfsemestrig angeboten.
Seit 1994 gibt es auch die Möglichkeit für Erwachsene, die Ausbildung über den Besuch eines Kollegs zu absolvieren.
1995 folgt auf die provisorische Betrauung von Aurelia Salloker, die Ernennung von Marisa Krenn-Wache zur Abteilungsvorständin. Ihr folgen Monika Zobernig, Anneliese Theuermann, 2003 Magdalena Sturm, Evelyn Sonnberger  und im Jahr 2011 schließlich Barbara Lichtenegger.
1998 übernimmt Marisa Krenn-Wache die Leitung der Schule. Unter ihrer Führung wurde die BAKIP endgültig zu einer dreizügig geführten Schule umgebaut und mit Inkrafttreten eines neuen Lehrplans am 1. September 2016 in „Bildungsanstalt für Elementarpädagogik“ (BAfEP) umbenannt. Der Übungskindergarten trägt nun auch offiziell die Bezeichnung Praxiskindergarten.
2001 wird der Kolleg Lehrgang auf sechs Semester ausgeweitet.
2002 findet die Einführung der 5-Tage-Woche an Schulen statt – so auch an der BAKIP.
2002-2003 wird das Schulgebäude im großen Stil saniert und es erhält sein heutiges Aussehen mit den typischen roten Fenstern.
Seit dem Schuljahr 2020/21 ist auch die neue Schulform der „Fachschule für pädagogische Assistenzberufe“ etabliert.
Mit 1. September 2022 übernimmt Barbara Graber die Leitung der Bundesbildungsanstalt. Zeitgleich startet die erste Kolleg-Dual Ausbildung in Kooperation mit dem Land Kärnten und dem Arbeitsmarktservice Kärnten eingeführt. Diese neue Vollzeit-Ausbildungsform erlaubt angehenden Elementarpädagoginnen und -pädagogen bereits parallel zum zweiten Ausbildungsjahr in die Berufswelt einzusteigen.
Im Juni 2023 findet die letzte Diplomprüfung im Lehrgang für inklusive Elementarpädagogik statt. Fortan wird diese Ausbildung als Lehrgang an der Pädagogischen Hochschule Kärnten geführt.
Im Schuljahr 2023/24 wird erstmals ein Aufbaulehrgang für 20 Absolventen von Fachschulen mit sozial/pädagogischem Schwerpunkt implementiert. Die BAfEP bildet nun etwa 600 Schülerinnen, Schüler und Studierende in 23 Klassen aus. Der Männeranteil liegt knapp unter 10 % aller Auszubildenden.  Etwa 90 Kinder besuchen die Kindergartengruppen des Praxiskindergartens.

## Schulschwerpunkte
- (Schul-)Demokratie leben

- Nachhaltig agieren

- Forschend lernen

- International denken

- Begabungs- und begabtenförderlich arbeiten

## Leitung (seit 1949)
- 1949–1968: Erhard Seiwald
- 1968–1971: Harald Haselbach
- 1971–1972: Erwin Steinböck
- 1972–1998: Anna Hartmann
- 1998–2022: Marisa Krenn-Wache
- seit 2022: Barbara Graber